# Українські оркестри народних інструментів
Український оркестр народних інструментів — це колектив виконавців на історично українських народних інструментах, які застосовуються в автентичному або реконструйованому вигляді. Великого поширення в українській музичній культурі явище набуло на початку ХХ століття. На відміну від українських народних інструментальних ансамблів, ОНІ (оркестр нар.інструментів) має групи однорідних інструментів, або їх також іменують сім'ями оркестрових інструментів. Сім'я музичних інструментів — це об'єднання всіх різновидів певного музичного інструмента (враховуючи основного представника). Вони об'єднані за основним конструктивним принципом, інструменти однохарактерні за звучанням, але різні за розміром і регістровим розміщенням діапазону. Інструменти, з яких утворюються головні оркестрові групи, називаються основними, а ті, які не входять до цих груп, мають назву епізодичних.

## Довоєнні роки

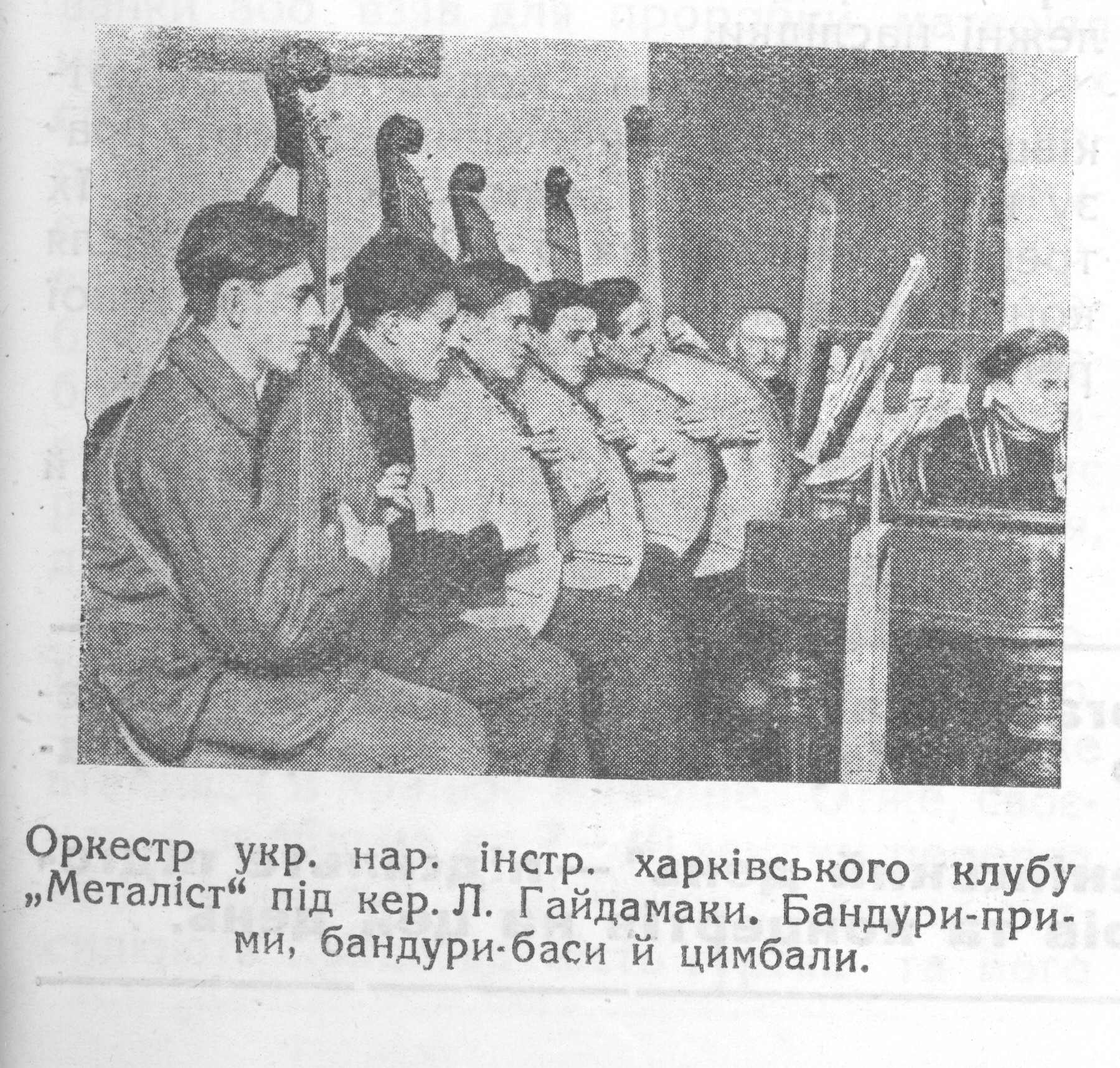
Оркестр Українських народних інструментів 1928 р.

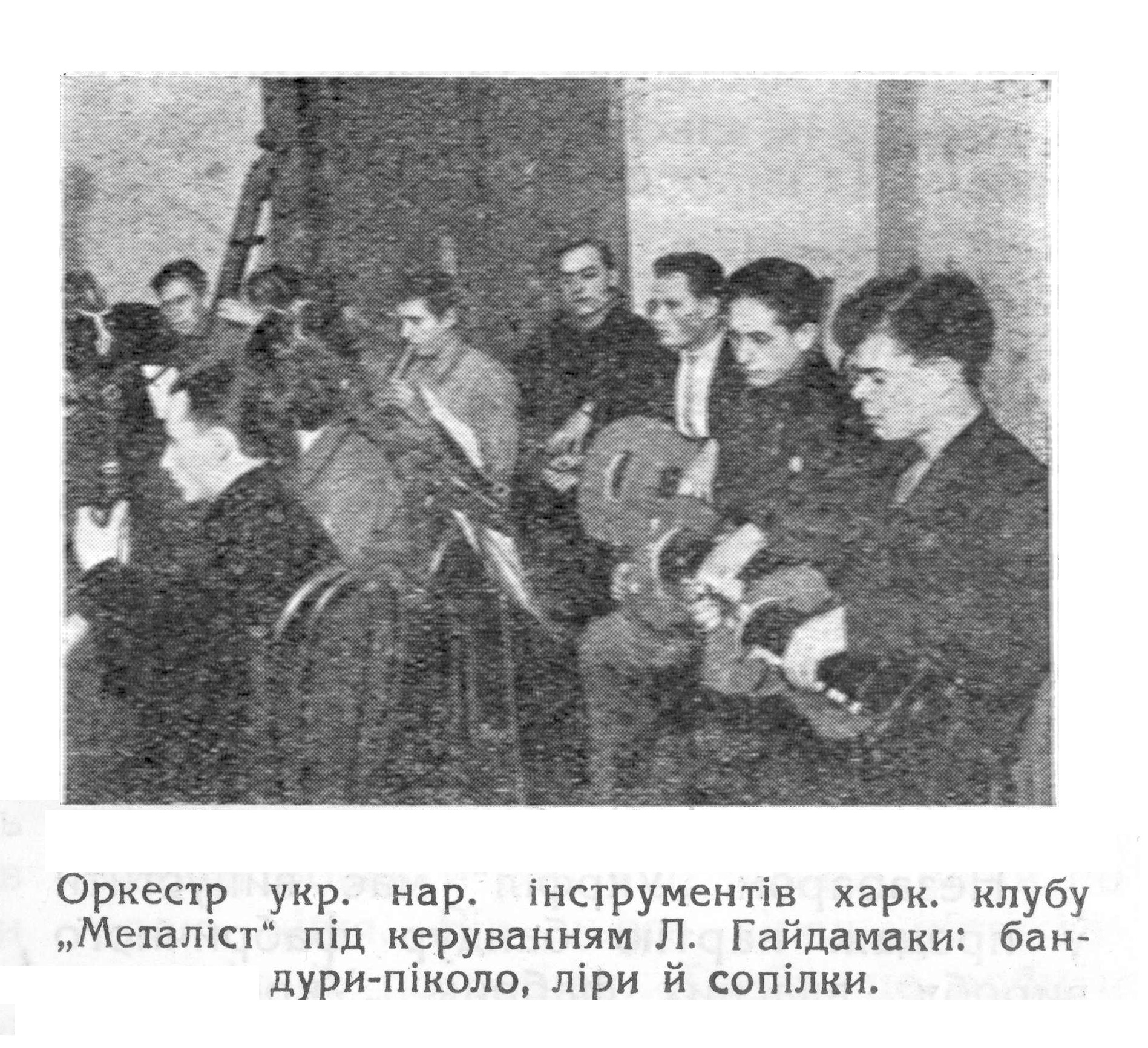
Оркестр Українських народних інструментів 1928 р.

У довоєнний час вони розвивалися, здебільшого, у двох напрямках: домрово-балалайкових, як результат наслідування російських, «андрєєвських» оркестрів народних інструментів; мандолінних або мандолінно-гітарних, «неаполітанських», що на той час були поширені у більшості країн Європи та Північної Америки. Розподілення їх по території України було неоднакове: у центральних, південних і східних регіонах переважали домрово-балалайкові склади, у західних та м. Києві — мандолінні. Стабільність їх комплектування порушувалася введенням інших інструментів, нерідко, виходячи з об'єктивних умов наявності. На західних теренах такі колективи, де поєднувалися мандоліни з домрами, а, інколи, і з балалайками чи іншими інструментами, часто називали «струнові оркестри».
Перелічені форми колективного музикування відносилися до самодіяльності, «організованого» аматорства, (на відміну від стихійного аматорства, яке, як атрибут народної музичної культури, існувало споконвіку — традиційних інструментальних ансамблів («троїстих музик», весільних капел, тарафів). Фактори, що сприяли поширенню народно-оркестрової культури на території радянської України до 1939 року, а у повоєнні роки — по всіх регіонах, мали, певною мірою, політичне забарвлення: оркестри народних інструментів розглядалися, особливо у перші десятиліття, як творіння нової революційно-пролетарської формації, як альтернатива до салонної, розважальної музики, а, почасти, і до класики.
Репертуар оркестрів народних інструментів, спрямований на широке коло любителів музики, орієнтувався передусім на виконання народних пісень і танців, перекладень нескладних творів композиторів-класиків та популярних масових пісень, виконаних, здебільшого, керівниками колективів.
З початку 20-х років у Харкові при губернському відділі народної освіти, а пізніше при філармонії, існував професійний оркестр народних інструментів, до складу якого вводилися замість триструнних домр квартового строю, характерного для російських оркестрів, чотириструнні з квінтовим строєм. Цей колектив організував і довгий час очолював відомий діяч народно-оркестрового жанру на Слобожанщині, великий ентузіаст своєї справи В. А. Комаренко.
Досить високий професійний рівень показував у 20-30 роках Київський оркестр «МіК» під керівництвом М.Радзієвського, до складу якого входили групи мандолін та концертини.
Паралельно з існуванням оркестрів таких складів в Україні з 20-х років проводилися експерименти з українізації жанру. Полягали вони не лише у введенні чотириструнних домр замість триструнних, а й у використанні, як провідної тембрової групи, бандур, а також цимбалів, лір, сопілок, власне, українських народних інструментів, легких в освоєнні, а, відповідно, зручних для використання в умовах аматорства. Найпомітнішим на той час колективом в такому жанрі став оркестр українських народних інструментів клубу «Металіст» м. Харкова, керівник Л.Гайдамака. Цей оркестр проіснував до кінця 1930-х років, коли більшість музикантів оркестру стали жертвами сталінських репресій.
Важливу роль у розвитку та академізації жанру відіграла організація оркестрів народних інструментів у навчальних музичних закладах різних рівнів, починаючи з консерваторії і закінчуючи школами. Перший навчальний оркестр народних інструментів організований М.Гелісом у Київській консерваторії у 1930 році. Трирівнева система функціонування оркестрів народних інструментів у навчальних музичних закладах (школа — училище — виш) забезпечувала послідовність та якість освіти музикантів-народників.

## Повоєнні роки
У перші повоєнні роки помітним явищем у народно-оркестровому жанрі став оркестр Київського радіокомітету під керівництвом М.Хіврича, склад якого поступово трансформувався з мандолінно-концертинного на домрово-баянний, до яких пізніше долучилися цимбали, бандури, епізодично — сопілка.
У 50-х роках створювалися передумови для організації, поряд з існуючими ОНІ зі струнно-щипковими інструментами в основі, українських народних оркестрів, утворених за етнографічним принципом, з профілюючими струнно-смичковими інструментами. Так, до складу оркестрової групи хору Г.Верьовки, за рахунок скорочення кількості бандур і баянів, вводилися скрипки, кларнети, басоля. Аналогічним прикладом у 50 роках був оркестр с. Наталине, що на Полтавщині, очолюваний В.Комаренком. Потужною творчо-методичною базою для розвитку жанру став оркестр Мельнице-Подільського районного будинку культури, що на Тернопіллі, очолюваний невтомним музикантом-ентузіастом, майстром з виготовлення народних інструментів В.Зуляком. Основу цього оркестру складали струнно-смичкові, з долученням до них цимбалів, дерев'яних народних духових, бандур, а, пізніше, і кобз.
У 1959 році при Київському телерадіокомітеті створено перший професійний оркестр зі струнно-смичковою основою, очолюваний відомим музикантом А.Бобирем. Згодом, у 1970, Я.Орлов створив Київський оркестр народних інструментів аналогічного складу. Оркестри народних інструментів з профілюючою струнно-смичковою групою утворилися і у деяких навчальних музичних закладах, зокрема Львівській консерваторії (1970) та Рівненському інституті культури (1974). Таким чином, утворився інший напрямок народно-оркестрового музикування, що опирався на темброве поєднання традиційних інструментів.
Народно-оркестровий репертуар після 50-х років зазнає суттєвих змін: значно скорочується частка популярних масових пісень, у професійних колективах зменшується кількість перекладень творів класичної музики, а натомість зростає частка оригінальних творів, написаних саме для таких складів. Професійний оригінальний репертуар для оркестрів народних інструментів зі струнно-щипковими інструментами в основі створюється, передусім, для навчальних консерваторських колективів К.Домінченим, І.Асєєвим, К.Мясковим, А.Онуфрієнком, А.Білошицьким, Б.Міхеєвим, В.Івком, Є.Мілкою та ін. Репертуар українських народних оркестрів зі струнно-смичковою основою створюється переважно для двох професійних колективів: ОНІ Національної телерадіокомпанії (кер. С.Литвиненко), та Національного оркестру народних інструментів України (кер. В.Гуцал). Це твори К.Скорохода, В.Полєвого, І.Хуторянського, В.Шумейка, А.Гайденка, В.Степурка, В.Зубицького та ін.
Проблеми розвитку народно-оркестрового жанру стали предметом наукових робіт багатьох науковців, зокрема, розглядалися у дисертаційних дослідженнях М.Лисенка-Дністровського, В.Макаренка, О.Ільченка, В.Дейнеги.

Розширений оркестр народних інструментів України (зокрема додана «мідь» труба і тромбон)

## Сьогодення
На сьогоднішній день в Україні побутують два типи оркестрів народних інструментів — струнно-смичковий і струнно-щипковий. Перший — базується на основі струнно-смичкових музичних інструментів, а другий — на основі струнно-щипкових. Струнно-смичковий ОНІ називають українським, а струнно-щипковий — академічним. Складовими оркестру народних інструментів обох типів є високоякісні кваліфіковані виконавці, народний музичний інструментарій і репертуар. Обидва різновиди народного оркестру мають величезні, грандіозні художньо-виражальні можливості і є мистецьким надбанням української національної музичної культури.
Інструментальний склад оркестру народних інструментів відповідає принципу ефективного використання всіх музичних інструментів, що побутують на теренах України. Кожен із типів ОНІ є самобутнім інструментально-колористичним ансамблем, в якому народний інструментарій відображає найглибші людські емоції, почуття, думки і є фольклорним джерелом, що живить українську оркестрово-виконавську культуру.
Основу українського оркестру народних інструментів становить група струнно-смичкових інструментів. Її склад повністю збігається зі складом аналогічної групи в симфонічному оркестрі. Дерев'яні духові, струнно-щипкові (кобзи, бандури), ударні інструменти, цимбали та баяни тут застосовуються епізодично.
Провідною групою в академічному оркестрі народних інструментів є група струнно-щипкових інструментів (домровий секстет). До її складу входять шість різновидів чотириструнної домри (кобзи): перші та другі домри, альти, тенори, баси, контрабаси. Група балалайок складається з п'яти різновидів: прими, секунди, альта, баса, контрабаса і застосовується епізодично, переважно у функції акомпанементу. До групи баянів входить шість інструментів: піколо, перший, другий баян, баритон, бас і контрабас. Вона набагато розширює технічні можливості оркестру, використовується епізодично.

## Репертуар
Для формування і поповнення репертуару оркестри народних інструментів у наш час використовують багато різних джерел. Основну його частину складають оригінальні твори для оркестру, перекладення (аранжування) класичної музики, обробки (транскрипції) народних мелодій, сучасний авангард, твори для різноманітних видів ансамблів тощо.
У творчості сучасних професійних оркестрів народних інструментів органічно поєднуються традиції народно-оркестрового виконавства другої половини XX ст. та новаторські тенденції, зумовлені творчістю сучасних композиторів, які пишуть для цих колективів — Ю. Алжнєва, А. Гайденка, В. Зубицького, В. Степурка, В. Шумейка, Ю. Шевченка, Я. Олексів, А. Сташевський та багато інших.